# Promotion 1931-1932
La Promotion 1931-1932 è stata la 22ª edizione del secondo livello del campionato lussemburghese di calcio. La stagione è iniziata il 30 agosto 1931 ed è terminata il 24 gennaio 1932. Le squadre Stade Dudelange e Red Black Pfaffenthal hanno raggiunto la promozione in Division d'Honneur 1932-1933.

## Formula
2 punti alla vittoria, un punto al pareggio, nessun punto alla sconfitta.
Le 8 squadre partecipanti si affrontano in un girone di andata e ritorno, per un totale di 14 giornate.

Le prime due classificate sono promosse direttamente in Division d'Honneur. Le ultime due classificate retrocedono direttamente in Promotion.

## Classifica finale
|  | Pos. | Squadra               | Pt | G  | V | N | P  | GF | GS | DR   |
|  | ---- | --------------------- | -- | -- | - | - | -- | -- | -- | ---- |
|  | 1.   | Stade Dudelange       | 20 | 14 | 8 | 4 | 2  | 30 | 13 | +17. |
|  | 2.   | Red Black Pfaffenthal | 20 | 14 | 8 | 4 | 2  | 30 | 14 | +16. |
|  | 3.   | Progrès Grund         | 19 | 14 | 8 | 3 | 3  | 30 | 16 | +14. |
|  | 4.   | Jeunesse Esch         | 17 | 14 | 7 | 3 | 4  | 45 | 26 | +19. |
|  | 5.   | Differdange           | 15 | 14 | 5 | 5 | 4  | 25 | 23 | +2.  |
|  | 6.   | Alliance Dudelange    | 13 | 14 | 4 | 5 | 5  | 29 | 34 | -5.  |
|  | 7.   | Rumelange             | 5  | 14 | 1 | 3 | 10 | 25 | 44 | -19. |
|  | 8.   | Avenir Beggen         | 3  | 14 | 1 | 1 | 12 | 20 | 64 | -44. |

Legenda:

      Promosse in Ehrendivision 1932-1933

      Retrocesse in 1. Division 1932-1933

### Calendario
| Andata (1ª)  | Andata (1ª) | Prima giornata              | Ritorno (8ª) | Ritorno (8ª) |
|              |             |                             |              |              |
| 30 ago. 1931 | 2-9         | Avenir-Rumelange            | 2-1          | 18 ott. 1931 |
| 30 ago. 1931 | 4-0         | Jeunesse Esch-Progrès Grund | 1-4          | 18 ott. 1931 |
| 30 ago. 1931 | 3-0         | Red Black-Alliance          | 0-0          | 18 ott. 1931 |
| 30 ago. 1931 | 0-0         | Stade-AS Differdange        | 2-1          | 18 ott. 1931 |

| Andata (2ª) | Andata (2ª) | Seconda giornata         | Ritorno (9ª) | Ritorno (9ª) |
|             |             |                          |              |              |
| 6 set. 1931 | 8-2         | Alliance-Avenir          | 4-3          | 15 nov. 1931 |
| 6 set. 1931 | 3-1         | AS Differdange-Red Black | 0-3          | 15 nov. 1931 |
| 6 set. 1931 | 1-5         | Rumelange-Jeunesse Esch  | 2-8          | 15 nov. 1931 |
| 6 set. 1931 | 1-3         | Stade-Progrès Grund      | 0-0          | 15 nov. 1931 |

| Andata (3ª)  | Andata (3ª) | Terza giornata          | Ritorno (10ª) | Ritorno (10ª) |
|              |             |                         |               |               |
| 13 set. 1931 | 1-1         | Alliance-AS Differdange | 2-5           | 22 nov. 1931  |
| 13 set. 1931 | 0-6         | Avenir-Jeunesse Esch    | 2-6           | 22 nov. 1931  |
| 13 set. 1931 | 3-0         | Red Black-Progrès Grund | 0-0           | 22 nov. 1931  |
| 13 set. 1931 | 1-3         | Rumelange-Stade         | 0-3           | 22 nov. 1931  |

| Andata (4ª)  | Andata (4ª) | Quarta giornata              | Ritorno (11ª) | Ritorno (11ª) |
|              |             |                              |               |               |
| 20 set. 1931 | 2-3         | Avenir-Stade                 | 1-8           | 29 nov. 1931  |
| 20 set. 1931 | 2-2         | Jeunesse Esch-Alliance       | 3-3           | 29 nov. 1931  |
| 20 set. 1931 | 3-0         | Progrès Grund-AS Differdange | 0-0           | 29 nov. 1931  |
| 20 set. 1931 | 1-1         | Rumelange-Red Black          | 1-3           | 29 nov. 1931  |

| Andata (5ª)  | Andata (5ª) | Quinta giornata          | Ritorno (12ª) | Ritorno (12ª) |
|              |             |                          |               |               |
| 27 set. 1931 | 3-1         | Alliance-Progrès Grund   | 0-4           | 13 dic. 1931  |
| 27 set. 1931 | 6-1         | Red Black-Avenir         | 1-0           | 13 dic. 1931  |
| 27 set. 1931 | 1-1         | Rumelange-AS Differdange | 3-5           | 13 dic. 1931  |
| 27 set. 1931 | 1-1         | Stade-Jeunesse Esch      | 1-0           | 13 dic. 1931  |

| Andata (6ª) | Andata (6ª) | Sesta giornata          | Ritorno (13ª) | Ritorno (13ª) |
|             |             |                         |               |               |
| 4 ott. 1931 | 1-0         | AS Differdange-Avenir   | 2-2           | 17 gen. 1932  |
| 4 ott. 1931 | 4-2         | Jeunesse Esch-Red Black | 0-3           | 20 dic. 1931  |
| 4 ott. 1931 | 2-1         | Progrès Grund-Rumelange | 4-0           | 24 gen. 1932  |
| 4 ott. 1931 | 2-0         | Stade-Alliance          | 4-0           | 24 gen. 1932  |

| Andata          | Andata | Settima giornata             | Ritorno | Ritorno      |
|                 |        |                              |         |              |
| 11 ottobre 1931 | 3-3    | Alliance-Rumelange           | 2-1     | 10 gen. 1932 |
| 11 ottobre 1931 | 2-1    | Jeunesse Esch-AS Differdange | 3-4     | 10 gen. 1932 |
| 11 ottobre 1931 | 4-1    | Progrès Grund-Avenir         | 4-2     | 10 gen. 1932 |
| 11 ottobre 1931 | 1-1    | Stade-Red Black              | 1-2     | 10 gen. 1932 |